# Représentations diplomatiques au Bénin

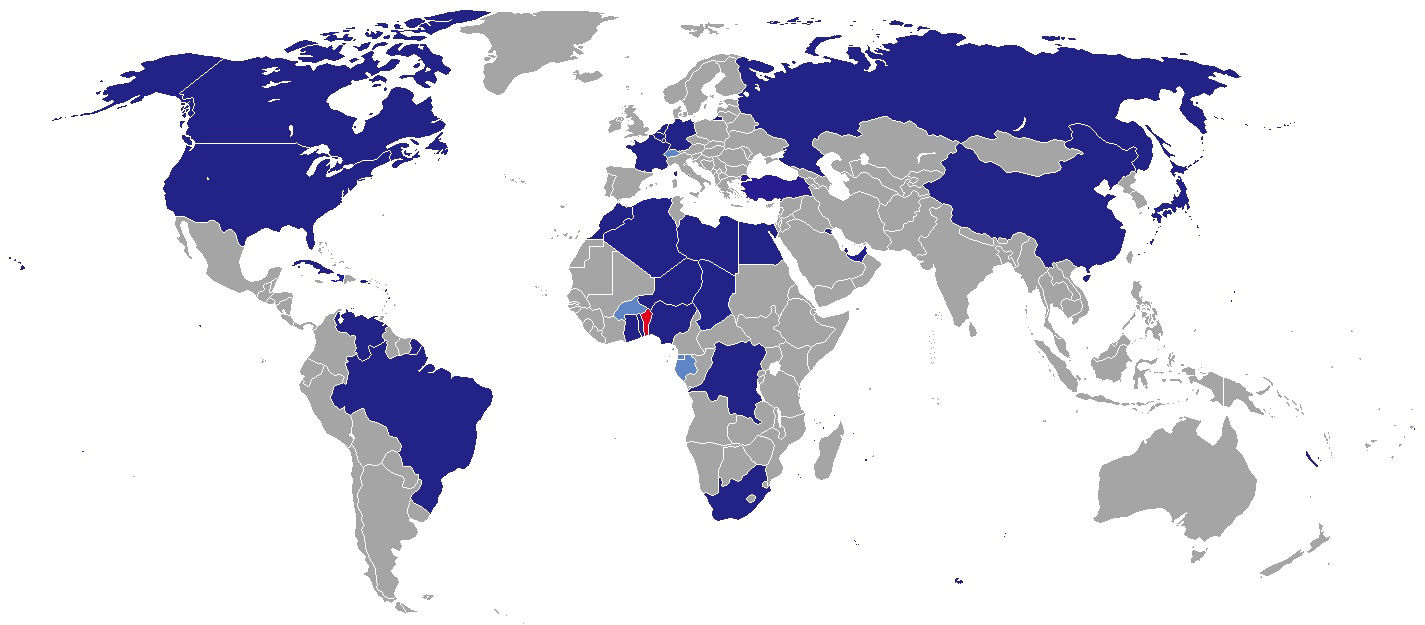
Représentations diplomatiques au Bénin

Voici une liste des représentations diplomatiques au Bénin. Actuellement, la capitale Cotonou abrite 26 ambassades.

## Ambassades
Cotonou
| - Afrique du Sud - Allemagne - Belgique - Brésil - Chine - Cuba - Égypte - États-Unis - Ghana - Guinée équatoriale - France - Japon - Koweït | - Libye - Luxembourg - Maroc - Niger - Nigeria - Ordre de Malte - Pays-Bas - Qatar - République démocratique du Congo - Russie - Turquie - Vatican - Venezuela |

## Bureaux et missions
- Canada (Bureau de l'ambassade)
- Suisse (Bureau de représentation)
- Togo (Bureau de l'ambassade)
- Union européenne (Délégation)

## Ambassades non résidentes
Résidant à Abuja, sauf indication contraire.
| - Algérie - Angola - Argentine - Australie - Autriche - Belgique - Bulgarie - Cameroun - Canada (Abidjan) - Croatie (Paris) - Danemark (Ouagadougou) - Espagne - Finlande - Grèce - Hongrie - Inde (Lagos) - Indonésie - Israël (Abidjan) | - Italie - Mali (Accra) - Malte (La Valette) - Mexique - Norvège - Palestine - Paraguay (Le Caire) - Pologne - Portugal - République tchèque - Roumanie - Serbie (New York) - Slovaquie - Suède - Tanzanie - Ukraine - Royaume-Uni - Viêt Nam (Rabat) |